# Hans Schreier
Hans „Hennes“ Schreier (* 23. Februar 1937; † 13. Februar 2021) war ein deutscher Fußballspieler. In der Saison 1961/62 gewann der Defensivspieler mit Borussia Neunkirchen die Meisterschaft in der damals erstklassigen Fußball-Oberliga Südwest.

## Karriere
Schreier spielte über ein Jahrzehnt für den saarländischen Verein vom Ellenfeldstadion. Der von der SSV Wellesweiler gekommene Schreier debütierte am 2. November 1958 beim Auswärtsspiel gegen den FV Speyer in der Oberliga Südwest und folgte damit seinem älteren Bruder Horst Schreier. Mit den Schwarz-Weißen wurde er in seiner ersten Oberligasaison 1958/59 Vizemeister und hatte dabei 14 Ligaspiele absolviert. Am 27. September 1959 gewann er mit Neunkirchen durch einen 1:0-Erfolg gegen den 1. FC Saarbrücken den südwestdeutschen Pokal und die Saarländer waren damit für den DFB-Pokal qualifiziert. Gegen den VfR Mannheim setzten sich Schreier und Kollegen am 3. Oktober im Halbfinale mit einem 2:1-Sieg durch und waren damit Endspielteilnehmer am 27. Dezember 1959 in Kassel gegen Schwarz-Weiss Essen. Gegen deren Offensivkräfte um Hans Küppers, Manfred Rummel, Hubert Schieth, Horst Trimhold und Theo Klöckner waren die Borussen aber bei der 2:5-Finalniederlage ohne Chance. Schreier gehörte auch dem Meisterteam der Saison 1961/62 in der Südwestoberliga an, dass mit 48:12 Punkten und 102:29 Toren den Titel nach Neunkirchen holen konnte. In 15 Heimspielen kamen die Borussen auf 28:2 Punkte und hatten dabei Spfrde. Saarbrücken und Eintracht Kreuznach jeweils mit 11:0 Toren besiegt. Angreifer Rudi Dörrenbächer setzte sich mit 37 Treffern überlegen an die Spitze der Torschützenliste. Sein erstes von insgesamt 14 Endrundenspielen – 1960 bis 1963 – um die deutsche Fußballmeisterschaft absolvierte Schreier – seine Stammposition war der linke Verteidiger im damals praktizierten WM-System –, am 14. Mai 1960 gegen den Hamburger SV.
Als die Bundesliga 1963 eingeführt wurde, stellte der Südwesten mit dem 1. FC Kaiserslautern und dem 1. FC Saarbrücken zwei Gründungsmitglieder, Schreier musste mit Neunkirchen in der Fußball-Regionalliga Südwest antreten. Nach einem Dreikampf mit dem FK Pirmasens und Wormatia Worms um die Meisterschaft und den Einzug in die Aufstiegsrunde zur Bundesliga, setzte sich die Ellenfeldmannschaft mit einem beziehungsweise zwei Punkten vor dem Vize FKP und Worms durch. Schreier hatte in 29 Regionalligaspielen die Schwarz-Weißen Farben in der Saison 1963/64 vertreten. In der ersten Aufstiegsrunde vom 6. bis 28. Juni 1964 war in der Gruppe 1 eindeutig der FC Bayern München favorisiert. Am ersten Spieltag, den 6. Juni, zeigte der FC Bayern mit einem überlegen heraus gespielten 4:0-Auswärtserfolg beim FC St. Pauli sogleich, dass die von Zlatko Čajkovski trainierten Talente wie Sepp Maier, Dieter Brenninger und Franz Beckenbauer, sowie die erfahrenen Leistungsträger Peter Kupferschmidt, Adolf Kunstwadl, Herbert Erhardt, Jakob Drescher und Werner Ipta unbedingt in die Bundesliga wollten. Neunkirchen – ohne Schreier – verlor dagegen mit 1:5 Toren das Startspiel bei Tasmania 1900 Berlin. Nach der zweiten Niederlage am dritten Spieltag, den 14. Juni im heimischen Ellenfeld mit 0:1 Toren gegen Bayern München, schien das Aufstiegsrennen entschieden. Die Münchner verloren aber überraschend das Rückspiel mit 0:2 Toren und patzten danach frustriert bei Tasmania mit einer 0:3-Niederlage. Mit einem Punkt Vorsprung vor München gingen Schreier und Kollegen am 28. Juni in den letzten Spieltag. Elmar May glückte vor 38.000 Zuschauern in der zehnten Minute der 1:0-Siegtreffer gegen die Berliner und damit war der Aufstieg in die Bundesliga geschafft. Daran änderte auch der 6:1-Abschlusserfolg des FC Bayern gegen St. Pauli nichts mehr.
Somit spielte Schreier die folgenden zwei Jahre im Oberhaus des deutschen Fußballs. Die Elf von Trainer Horst Buhtz debütierte am 22. August 1964 mit einer 0:2-Niederlage beim 1. FC Nürnberg in der Bundesliga. Auch die nächsten zwei Spiele verlor Neunkirchen und stand mit 0:6 Punkten auf dem 16. Platz. Am vierten Spieltag, den 12. September 1964, holten sich Schreier und seine Mannschaftskollegen mit einem 3:1-Heimerfolg gegen den Hamburger SV den ersten doppelten Punktgewinn. In der Rückrunde, am 23. Januar 1965, gelang Neunkirchen gegen Hamburg auch der einzige Auswärtssieg (2:1) in dieser Saison. Am Rundenende war der Klassenerhalt mit 27:33 Punkten auf dem 10. Rang gelungen. Gemeinsam mit Erich Leist, Dieter Schock, Günter Schröder und Elmar May hatte Spielführer Hans Schreier alle 30 Rundenspiele für Neunkirchen absolviert. Weitere Spieler die zur Stammbesetzung der Saarländer zählten waren die zwei Torhüter Horst Kirsch und Willi Ertz, sowie im Feld die Akteure Erwin Glod, Achim Melcher, Günter Heiden, Günter Kuntz und Paul Pidancet. In seinem zweiten Bundesligajahr, 1965/66, seinem letzten Jahr als Aktiver, wurde von Neunkirchen der 17. Tabellenplatz belegt und stieg dadurch in die Regionalliga ab. Schreier war nochmals in neun Bundesligaspielen aufgelaufen. Insgesamt kam er zu 174 Einsätzen für Neunkirchen.
Nach seiner aktiven Karriere war Schreier gemeinsam mit seinem Mannschaftskollegen Günter Schröder von 1972 bis 1973 in der ARD-Serie Fußballtrainer Wulff zu sehen. Anlässlich des 50-jährigen Jubiläums der Bundesliga wurde Schreier 2013 in eine „Saarland-Jubiläums-Elf“ gewählt. Zur Wahl, die von dem Ellenfeld e.V. und dem Saarpark-Center organisiert worden war, standen alle Saarländer, die seit 1963 in der Bundesliga gespielt hatten.